# 卡洛斯·卜婁杉
卡洛斯·桑帕揚·卜婁杉（英語：Carlos Sampayan Bulosan，1913年11月24日—1956年9月11日）是一位使用英語進行寫作的菲律賓小說家與詩人。他大半人生都在美國度過。第一位在《紐約客》（The New Yorker）雜誌長期刊登文章的菲律賓作家。卜婁杉透過幽默風趣的文筆，向全世界讀者展示菲律賓農村文化的豐富內涵，其代表作爲《美國在心中》。
自許為「文字工人」的卜婁杉，自幼生長在貧困的農村，看盡農民受到有權勢者壓迫的辛酸血淚，也因此「為受壓迫者發聲」成了其畢生創作核心。他的作品具有濃厚自傳色彩，筆觸敦厚帶著童真，跨越種族與文化邊際，道盡殘酷世界的荒謬無理，也細膩地記錄每一個為了生活流汗耕耘的小人物，在這漫長的人生裡所能緊緊抓住的幸福片刻。
流傳今日最著名的著作是他的半自傳性質的作品《美國在心中》，但讓他知名度大增的成名作是其1943年的文章〈免於匱乏的自由〉，其他代表作品《老爸的笑聲》等，皆為亞美文學重要作品。

## 出版品
- 《老爸的笑聲》，台灣，逗點文創結社，2013年7月。